# Onutė Narbutaitė
Onutė Narbutaitė, née le 12 juin 1956 à Vilnius, est une compositrice lituanienne. Elle obtient son diplôme en 1979 (un de ses professeurs est Julius Juzeliūnas). Elle travaille depuis les années 1980 comme compositrice indépendante à Vilnius. Parmi ses compositions, on remarque deux symphonies, trois quatuors à cordes ainsi que plusieurs œuvres de musique de chambre.
En 1997, elle reçoit le Prix national de la culture et de l'art.

## Enregistrements
- Centones meae urbi, Vilnius Recording Studio VSCD-063 (2000)
- Autumn Ritornello, chez Finlandia Records (fi), 0927-42996-2 (2002)
- June Music, chez Finlandia Records (fi), 0927-43437-2 (2002)
- Gate of Oblivion, chez Finlandia Records (fi), 0927-43072-2 (2002)
- Symphony No.2, chez Finlandia Records (fi), 0927-49597-2 (2003)
- Tres Dei Matris Symphoniae, chez Naxos, 8.572295 (2011)
- No yesterday, no tomorrow, chez Naxos, 8.573618 (2017)
- In the Emptiness, MICL EA 001 (2017)
- 2020 : Musique pour Quatuor à cordes[1], par le Quatuor à cordes Chordos, de 2020, chez NoBusiness Records (de),
- Heliografija / Heliography, Mama Studios CD-05 (2021)

## N&R
1. ↑  « Onutė Narbutaitė - Music for string quartet, by Chordos String quartet », sur NoBusiness Records - CC Series (consulté le 18 juin 2024)

## Source
- (en) Cet article est partiellement ou en totalité issu de l’article de Wikipédia en anglais intitulé « Onutė Narbutaitė » (voir la liste des auteurs).